# Hanna Damásio
Hanna Damásio GOSE (Lisboa, 24 de setembro de 1942) é uma cientista portuguesa, dedicada ao campo da neurociência cognitiva. Usando tomografia computadorizada e ressonância magnética, desenvolveu métodos de pesquisa sobre a estrutura do cérebro humano e estudou funções como linguagem, memória e emoção, usando métodos de lesão e neuroimagem funcional. É professora de neurociência e diretora do Dana and David Dornsife Cognitive Neuroscience Imaging Center na Universidade do Sul da Califórnia.

## Biografia
Trabalha juntamente com o seu marido, António Damásio em Iowa, Estados Unidos. É professora de psicologia e neurologia na University of Southern California, onde dirige o Centro de Neuroimagem Dornsife. É também professora adjunta do Instituto Salk, em La Jolla, Califórnia.

Até 2005, foi uma ilustre professora de Neurologia na Universidade de Iowa College of Medicine, onde dirigiu o Laboratório de Neuroimagem e  Neuroanatomia Humana. Usando tomografia computadorizada e ressonância magnética de varredura, desenvolveu métodos de investigação da estrutura do cérebro humano e das suas funções, como a linguagem, memória e emoção, usando tanto o método de lesão como de neuroimagem funcional. Este trabalho resultou em inúmeros artigos científicos que apareceram em jornais científicos relevantes.

Em 1989, publicou Análise da lesão em Neuropsicologia (Oxford University Press), um livro clássico, pelo qual recebeu o Prémio de Livro de Destaque do Ano em Bio e Ciências Médicas da Association of American Publishers. O seu interesse contínuo em neuroanatomia humana levou-a a desenvolver o primeiro atlas do cérebro humano com base em imagens de tomografia computadorizada: "Human Brain Anatomy em Computerized Images", também publicado pela Oxford University Press. O livro é uma referência reconhecida, agora em sua segunda edição.
A 9 de junho de 1995 foi feita Grande-Oficial da Ordem Militar de Sant'Iago da Espada juntamente com seu marido.

## Vida pessoal
Hanna é casada com António Damásio, um neurologista e especialista internacionalmente reconhecido na área das relações entre emoção e cognição. Co-dirige com ele o  Brain and Creativity Institute (BCI) na University of Southern California. No seu tempo livre é escultora.